# 小川エリカ (ギネス認定員)
小川 エリカ（おがわ エリカ、1977年 - ）は、ギネス世界記録認定員。
2009年から活躍する一方で、2010年の日本支社立ち上げに携わり、2012年より日本地域カントリーマネージャーとなる。本社における最年少且つアジア人初の幹部。2014年から2019年まで日本支社代表取締役社長。
2013年4月より、地元の特産物などを使って世界記録に挑戦することで町おこしに繋げる「ギネス世界記録　町おこしニッポン」を始動し、47都道府県に広まる。
また、新たな試みとして、日本の技術力、職人技などを「世界一」の名の下に発信することを応援する『匠ニッポン』プロジェクトを開始。
社会起業家の経営支援を行う一般社団法人World In Tohokuのシニアアクセラレータとしても活動。

## 経歴
1977年、山梨県甲府市生まれ。以来、12歳までドイツ、フランス、アメリカに住んだ経験を持つ。桐朋女子中学校・高等学校、青山学院大学経営学部を卒業。
ディスカバリー・エンターテインメントに所属しながら、1997年から2003年にかけてテレビ番組、雑誌、イベント等でレポーター、企業MCプレゼンター、通訳MC、翻訳者として活動したほか、会社の立ち上げ等にも関わった。2003年から企画制作、広告会社で勤務。2008年にイギリスに本社を置くギネスワールドレコーズ社に入社。

## 出演

### テレビ番組
- 『TBS MANIA』海外レポーター（レギュラー）、TBS、1999年-2000年
- 『himico.tv』レポーター（レギュラー） - BS朝日 、2001年
- 『金曜日の魔法』モデルレポーター - BS-i、2002年
- 『カスペ! ギネス世界記録公認　びっくり超人スペシャル100連発』 - フジテレビ、2009年9月
- 『〜あらゆる世界を見学せよ〜潜入!リアルスコープ（ギネス本社初潜入&日本人認定員密着）』 - フジテレビ、2009年9月
- 『クイズ雑学王』 - テレビ朝日、2009年9月
- 『シルシルミシル』 - テレビ朝日、2009年11月
- 『奇跡体験!アンビリバボー』 - フジテレビ、2009年12月
- 『トリビアの泉』春SP - フジテレビ、2009年2月
- 『カスペ! ギネス世界記録公認　びっくり超人スペシャル100連発』 - フジテレビ、2010年3月
- 『カスペ! ギネス世界記録公認　びっくり超人スペシャル100連発』 - フジテレビ、2010年9月
- 『金曜スーパープライム　ギネス世界記録美女１００人』- 日本テレビ、2011年5月
- 『ワールドビジネスサテライト　“ギネスの世界記録”目指す企業が増加のワケ』- テレビ東京、2016年12月

### ラジオ番組
- ピーター・バラカン『Tokyo Midtown presents The Lifestyle MUSEUM』　ゲスト出演 - エフエム東京、2010年5月
- CBCラジオに2010年5月に登場
- 『NACK ON TOWN』 - エフエムナックファイブ、2010年6月

### 新聞
- 朝日小学生新聞 - 2010年8月・9月

### 雑誌
- 『JJ』『CLASSY.』（以上光文社）、『RAY』（主婦の友社）等　読者モデル - 1998年-2005年
- 『グラマラス』　働くグラマラス！リアルライフ白書 - 講談社、2006年2月
- 『Tokyo Design Flow〜記録と記憶〜』 -  2009年6月
- 『フライデー (雑誌)』 - 2009年7月

### コンテスト/イベント
- 1997年、ミス・アジアパシフィック 準ミス日本代表入賞 史上最年少受賞
- 1999年、ミス箱根 初代箱根キャンペーンレディ 入賞
- 2000年、ミス日本 関東地区代表 入賞
- 2003年、ミスパラオ パラオ国際友好親善大使 プリンセス
- 2017年  平成29年度 総務省 異能(Inno)vation スーパーバイザー